# Lavilleneuve
Lavilleneuve település Franciaországban, Haute-Marne megyében. Lakosainak száma 57 fő (2022. január 1.). Lavilleneuve Val-de-Meuse és Rangecourt községekkel határos.

## Népesség
A település népességének változása:
| Lakosok száma | 106  | 84   | 86   | 75   | 66   | 64   | 60   | 59   | 58   | 57   |
|               | 1968 | 1982 | 1990 | 2006 | 2013 | 2015 | 2017 | 2019 | 2020 | 2022 |